# Dysdera adriatica
Dysdera adriatica este o specie de păianjeni din genul Dysdera, familia Dysderidae, descrisă de Kulczynski, 1897. Conform Catalogue of Life specia Dysdera adriatica nu are subspecii cunoscute.